# Exocentrus insulicola
Exocentrus insulicola är en skalbaggsart som beskrevs av Stefan von Breuning 1958. Exocentrus insulicola ingår i släktet Exocentrus och familjen långhorningar. Inga underarter finns listade i Catalogue of Life.